# Sonia Antinori
Sonia Antinori (Viareggio, 23 aprile 1963) è una drammaturga, attrice e regista teatrale italiana.

## Biografia
Dopo studi di danza e arti figurative si laurea in Storia dello Spettacolo all'Università degli Studi di Firenze con una tesi di ricerca su Alessandro Moissi. Studia recitazione in Italia e in Germania, debuttando con Giorgio Albertazzi nel 1990. Nei primi anni novanta è diretta da Ugo Chiti, Carlo Cecchi, Roberto Guicciardini e Mario Scaccia.
Nel 1993 riceve a Riccione il Premio Tondelli per L'ospite.
Nel 1995 ottiene il Premio Riccione per Il sole dorme. Il testo viene presentato in prima assoluta presso l'Auditorium Rai di Milano diretto da Cesare Lievi con protagonista Franca Nuti ed è allestito nel 2004 da Cristina Pezzoli con l'interpretazione di Ilaria Occhini.
Negli anni seguenti lavora come Dramaturg per la Compagnia di Sergio Fantoni e il Teatro Due di Parma.
Del 1997 sono la candidatura al Premio Candoni per Il contagio e al Riccione per Il castello di fango. Al XVIII Festival Internazionale di Mostar vince il Premio Mravac con la commedia grottesca multilingue BerlinBabylon, di cui è anche interprete e regista.
Nel 1998 vince il Premio Candoni per Nel tempo insolito. Nello stesso anno scrive Black nel corso di una residenza al Traverse Theatre di Edimburgo.
Dal 1999 firma diversi testi su commissione per registi come Valter Malosti, Serena Sinigaglia, Davide D'Antonio, Carmelo Rifici, lavora ad adattamenti e traduzioni per Cristina Pezzoli, Giorgio Pressburger, Luca Valentino, Valeria Talenti, Andrea Paciotto, Marco Martinelli, Paolo Giorgio. Tra gli autori che traduce: Arthur Schnitzler, Georg Büchner, Frank Wedekind, Ödön von Horváth, Thornton Wilder, Eugene Gladstone O'Neill, Dylan Thomas, Rona Munro, Kerstin Specht, Mathieu Bertholet, Fritz Kater (Armin Petras), Dea Loher.
Nel 2007 la sua versione di Sterminio dell'austriaco Werner Schwab, messa in scena dal Teatro delle Albe, ottiene il Premio Ubu come migliore novità straniera. Coinvolta in prima persona in attività di diffusione della drammaturgia contemporanea, collabora con istituzioni italiane e straniere, in particolar modo in Germania, dove, grazie a un vivace rapporto con il Verlag der Autoren nel 2002 è scout ufficiale dello Stückemarkt del Theater der Stadt Heidelberg, dove presenta il lavoro di autori come Pia Fontana, Renato Gabrielli, Fausto Paravidino e Giampaolo Spinato. In questi anni alterna alle esperienze professionali lunghi soggiorni all'estero (Polinesia, Sudamerica, Africa subsahariana, Australia) legati all'approfondimento di temi culturali e antropologici. Questo inaugura nel suo lavoro un personalissimo filone di ricerca che culmina nella realizzazione di spettacoli come Matakiterangi. Occhi che guardano il cielo, La Global Comedia, Walkabout, Werther Project
Dal 2006 direttore artistico della Compagnia Malte, si dedica alla creazione di spettacoli di teatro sociale e progetti internazionali.
Collabora come docente con diverse istituzioni pubbliche e private, tra cui la Scuola Holden di Torino (1995-2000), il CUT di Venezia (2000), il Teatro Manzoni di Pistoia (2002-2004), l'Università degli Studi di Urbino "Carlo Bo" (2004-2005), il Teatro Stabile delle Marche (2007-2013).
Nel 2011 riceve il Premio Internazionale Valeria Moriconi.
Del 2013 è la performance White Speed Date. Riprendendo temi cari come la politica e l'utopia idea e dirige il progetto europeo Workshop Identity: a Story about Europe, sfociato nel romanzo teatrale La politica insegnata a mio nipote, in tour internazionale in Polonia, Italia, Germania e Regno Unito nella stagione 2014/15. Dell'intera drammaturgia, composta da dodici capitoli, firma Capitolo I, II, III, IX, XI, XII, interpretando quest'ultimo diretta da Heidrun Kaletsch. Nello stesso anno traduce per l'Union des Théâtres de l'Europe 5 mattine, presentato al Piccolo Teatro di Milano in occasione del Festival dei Teatri d'Europa.

## Teatrografia parziale
- L'ospite (1993)
- Maria Maddalena (1995)
- Il sole dorme (1995)
- Il contagio (1997)
- Il castello di fango (1997)
- BerlinBabylon (1998)
- Nel tempo insolito (1998)
- Black (1998)
- Nietzsche. La danza sull'abisso[24] (2000)
- Trebus o il fenomeno dell'ombra[25] (2003)
- Rosa la Rossa[26] (2003)
- Matakiterangi (Occhi che guardano il cielo) (2005)
- La controra (2005)
- La global comedia (2005)
- L'astratto principio della speranza (2005)
- Terra di mezzanotte[27] (2006)
- Walkabout (2007)
- Il sonno di Kiessé[28] (2007)
- La quinta stagione[29] (2008)
- Fading To Black[30] (2008)
- Werther Project (2010)
- Buio (2010)
- La politica insegnata a mio nipote – Romanzo di formazione Europa (2015)
- E la tua anima sarà guarita (2015)

## Pubblicazioni
- Ritratto Controluce. Wanda Capodaglio, ed. Bulzoni, Roma 1989 (romanzo biografico)[31]
- Nel tempo insolito, la collana del Premio Candoni, Udine 1998 (testo teatrale)[32]
- Il sole dorme, Edizioni Interculturali, Roma 2004 (testo teatrale)[33]
- 4. Trame agli angoli della storia, Edizioni Titivillus, San Miniato 2012 (raccolta di testi teatrali)[34]